# Sydsudanesiskt pund
Sydsudanesiskt pund är den officiella valutan i Sydsudan. Valutakoden är SSP. 1 pund = 100 piaster.
Man föreslog införandet av valutan redan innan Sydsudans självständighet den 9 juli 2011  och valutan ersatte officiellt det Sudanesiska pundet den 18 juli samma år.
Sedlarna pryds av den f.d. ledaren för det Sudanesiska folkets befrielsearmé, John Garang. 

## Valörer
- Mynt: 10, 20 och 50 piaster, 1 och 2 SSP.
- Underenhet: 1, 5, 25 och 50 piaster
- Sedlar: 1, 5, 10, 25, 50 och 100 SSP